# کلبییا
کلبییا (به صربی: Kelebija) یک منطقهٔ مسکونی در صربستان است که در Subotica Municipality واقع شده‌است. کلبییا ۵۵٫۸۹ کیلومتر مربع مساحت و ۲٬۱۴۲ نفر جمعیت دارد.